# کاستلول
کاستلول (به اسپانیایی: Castellvell) یک منطقهٔ مسکونی در اسپانیا است که در بایش کمپ واقع شده‌است. کاستلول ۵٫۲ کیلومتر مربع مساحت دارد.